# Tuberculum pharyngeum

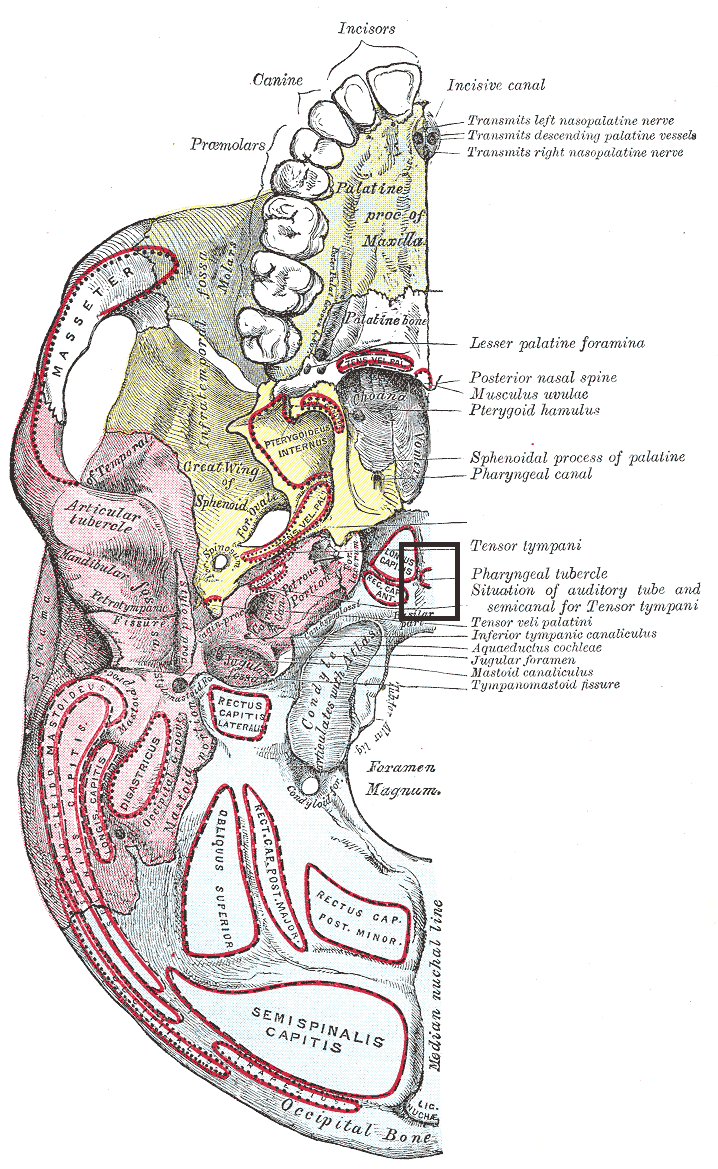
A koponya alulról (a fekete négyzet jelöli a dudort)

A tuberculum pharyngeum egy dudor a koponyán (cranium). A nyakszirtcsont (os occipitale) pars basilaris ossis occipitalis nevű részének alsó részén található, az öreglyukkal (foramen magnum) szemben. A raphe pharyngis-nek biztosít tapadási pontot. Szintén itt tapad a felső garat-összeszorító izom (musculus constrictor pharyngis superior). 

## Lásd még
- clivus Blumenbachi